# Nuncia roeweri
Nuncia roeweri is een hooiwagen uit de familie Triaenonychidae.